# デイヴィッド・ダムロッシュ
デイヴィッド・ダムロッシュ（David Damrosch、1953年 - ）はアメリカ合衆国の文学研究者。ハーバード大学教授。
文学作品を国家・言語の枠組みを超えて受容し、世界規模でのネットワークの中で生じる相互作用について研究する「世界文学論」を提唱している。
祖父は指揮者、作曲家、ヴァイオリン奏者のレオポルト・ダムロッシュ。

## 経歴
1953年、メイン州で生まれ、同州とニューヨークで育つ。
1975年、イェール大学を卒業後、1980年、同大学で博士号を取得。研究テーマは「エジプト、ミドラッシュ、『フィネガンズ・ウェイク』」
1980年から2009年までコロンビア大学英文科および比較文化科で教鞭をとり、その後ハーバード大学に移った。その間2001年から2003年にかけて、アメリカ比較文学協会の会長を務める。
2009年よりハーバード大学比較文学科教授。翌2010年には世界文学研究所（Institute for World Literature）を設立した。
2023年、バルザン賞を受賞。

## 著書
- The Narrative covenant: transformation of the Genre in the Growth of Biblical Literature, 1987. ISBN 0060616938
- We Scholars: changing the culture of the university: Harvard University Press, 1995. ISBN 0674948424
- Meeting of the Mind: Princeton University Press, 2000. ISBN 9780691050553
- What Is World Literature?: Princeton University Press, 2003. ISBN 0691049866
『世界文学とは何か？』国書刊行会、2011年。ISBN 433-6053626

秋草俊一郎・奥彩子・桐山大介・小松真帆・平塚隼介・山辺弦共訳、沼野充義解説
- The Buried Book: The Loss and Rediscovery of the Great Epic of Gilgamesh: Henry Holt, 2007. ISBN 0805087257
- How to Read World Literature: Blackwell, 2008. ISBN 1405168277
- Comparing the Literatures: Literary Studies in a Global Age: Princeton University Press, 2020. ISBN 0691134995
- Around the World in 80 Books: Penguin Press, 2021. ISBN 0593299884[3]
- 『ダムロッシュ教授の世界文学講義　日本文学を世界に開く』東京大学出版会、2025年。ISBN 413-0830805

沼野充義監訳、片山耕二郎、高橋知之、福間恵訳（日本語版オリジナル）